# Delikatladen
Delikatläden (kurz Delikat; umgangssprachlich Deli oder Fress-Ex) waren Einzelhandelsgeschäfte für Lebensmittel des „gehobenen Bedarfs“ in der DDR. Diese speziellen Filialen der Handelsorganisation gab es in allen Bezirks- und Kreisstädten der DDR sowie in wirtschaftlich oder kulturell bedeutsamen Orten.

## Geschichte

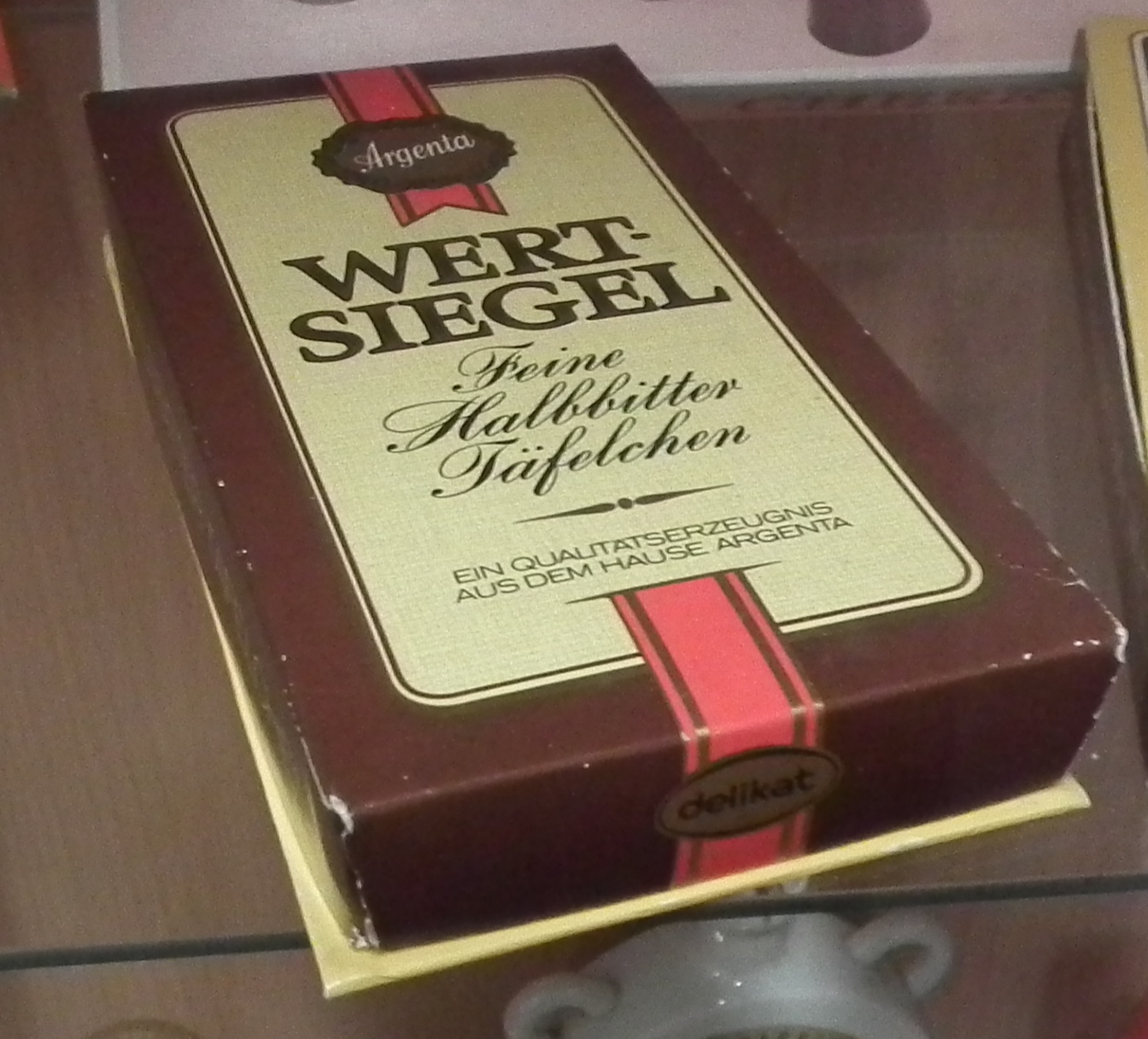
Delikat-Argenta-Schokolade im DDR-Museum Pirna

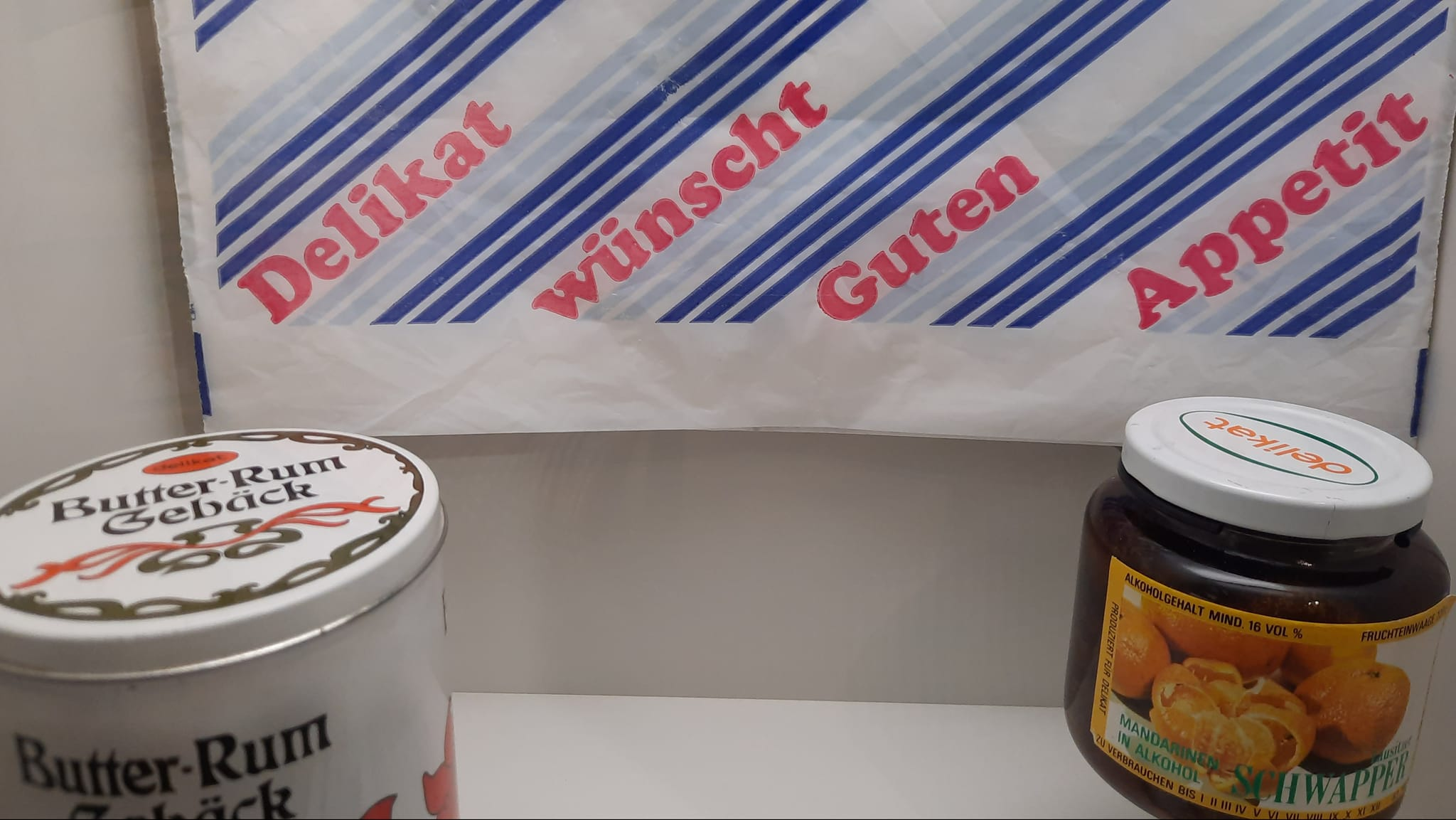
HO Delikat Erzeugnisse

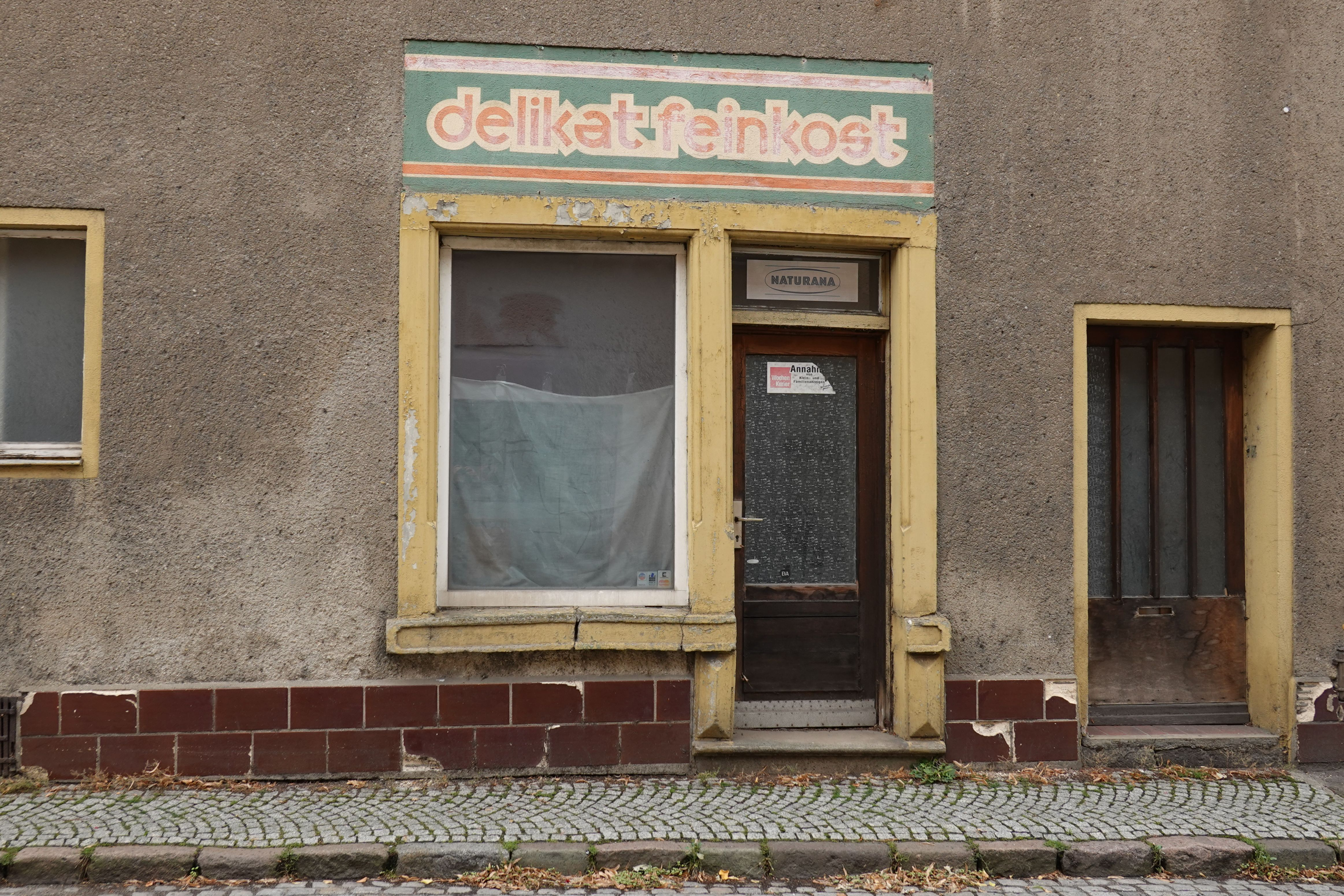
Ehemaliger Delikatladen in Lommatzsch, 2023

Die ersten Delikatläden wurden 1966 eröffnet. Ab 1978 erfolgte eine Ausdehnung von 109 auf 250 Geschäfte. In der Umgangssprache wurden sie mitunter Deli oder in Anlehnung an die Exquisitläden Fress-Ex genannt.
Im Sortiment waren hauptsächlich Nahrungs- und Genussmittel (Delikatessen), überwiegend aus DDR-Produktion, darunter Exportartikel und andere selten erhältliche Waren, teilweise in Westaufmachung, zum Ende der DDR auch Westmarken. Diese Produkte wurden häufig in der DDR in Form der Gestattungsproduktion hergestellt. Es gab meist haltbare verpackte Lebens- und Genussmittel, in größeren Filialen auch Frischetheken für Käse, Fleisch und Wurst.
Das Preisniveau der meisten Waren lag deutlich über dem der Normalgeschäfte. Ein Qualitätsvorsprung hingegen war damit nicht zwangsläufig verbunden. Höhere Preise und eine aufwendiger gestaltete Verpackung ließen eine höhere Qualität zwar vermuten. Allerdings hing das im Umfang zunehmende Sortiment des „Delikat“ damit zusammen, dass begehrte Produkte aus dem normalen Handel verschwanden, um in neuer Verpackung zum höheren Preis in den Delikat-Läden wieder zu erscheinen. Damit wurde die politisch gewollte Preisstabilität bei Lebensmitteln unterlaufen, um den steigenden Geldumlauf zu reduzieren und damit letztlich die schleichende Inflation zu verschleiern. Von 1974 bis 1989 stiegen die Durchschnittspreise im gesamten Einzelhandel jährlich um knapp drei Prozent.